# Hans Kristian Rørdam
Hans Kristian Rørdam (vid dopet Hans Christian) , född den 24 mars 1842 i Glenstrup vid Hobro, död den 22 oktober 1924, var en dansk kyrkoherde och psalmdiktare- Han var yngre bror till Thomas Ludvig Rørdam.
År 1860 blev han student från Roskilde och därefter teologisk kandidat 1868. År 1871 gifte han sig med Bolette Ingeborg Olsen. År 1881 blev Hans Kristian Rørdam kyrkoherde i Holeby och Bursø pastorat på Lolland. 
Samma år dog hans hustru, med vilken han hade flera barn, bland andra sonen Valdemar Rørdam, som senare blev lyriker och beskrev förlusten i Holeby. En digtsamling (Gyldendal 1940). Bolette Ingeborg Rørdams gravsten finns fortfarande på kyrkogården i Holeby. 
År 1882 gifte Hans Kristian Rørdam om sig med Louise Theodore Rønne. År 1884 dog hans far, och han efterträdde honom som kyrkoherde i Undløse. År 1893 fick han tjänsten i Fanefjord på Møn, där han blev kvar tills han sökte avsked 1911.

## Psalmer
- Man siger, Livet har bange kår, diktad 1877 (nr 547 i Den Danske Salmebog)